# Trust
El término trust define la situación en que varias empresas que producen los mismos productos se unen formando una sola empresa. Esta tiende a controlar un sector económico y ejercer en lo posible el poder del monopolio; podía ser un control en su ámbito horizontal, cuando las empresas producían los mismos bienes o prestaban los mismos servicios; o de ámbito vertical cuando las empresas del grupo efectuaban actividades complementarias. 
El paso previo a la aparición del trust es la colaboración entre varias empresas que se unen con el fin de obtener determinados beneficios económicos mediante esa colaboración. Esta cooperación entre las empresas firmantes no tienen un efecto vinculante, por lo que confería cierta inestabilidad. Para dar mayor fuerza a esos acuerdos no vinculantes se crea el trust.
La primera combinación que adoptó esta forma fue la Standard Oil Trust, fundada en 1882. En 1890 la Ley Sherman declaró ilegales a los trust en los Estados Unidos. 
Para evitar la formación de trust y sus efectos perniciosos para la sana competencia empresarial, existen las leyes antitrust o  antimonopolio.